# Résolution 1345 du Conseil de sécurité des Nations unies
Membres permanents
- Chine
- États-Unis
- France
- Royaume-Uni
- Russie

Membres non permanents
- Bangladesh
- Colombie
- Irlande
- Jamaïque
- Mali
- Maurice
- Norvège
- Singapour
- Tunisie
- Ukraine

Résolution no 1344 Résolution no 1346
La résolution 1345 du Conseil de sécurité des Nations unies, adoptée à l'unanimité le 21 mars 2001, après avoir réaffirmé les résolutions 1160 (1998), 1199 (1998), 1203 (2000), 1239 (1999) et 1244 (1999) sur la situation dans l'ex-Yougoslavie, a condamné la violence extrémiste et les activités terroristes dans certaines parties de la Macédoine et du Sud de la Serbie et a appelé les dirigeants albanais du Kosovo à condamner ces violences.
Le Conseil de sécurité a salué les mesures prises par le Gouvernement macédonien pour consolider une société multiethnique à l'intérieur de ses frontières. Il a également salué les projets de la république fédérale de Yougoslavie (Serbie et Monténégro) visant à résoudre pacifiquement la crise dans le sud de la Serbie. En outre, les efforts des deux gouvernements, de l'Union européenne, de l'OTAN, de l'Organisation pour la sécurité et la coopération en Europe (OSCE), de la Force pour le Kosovo (KFOR) et de la Mission d'administration intérimaire des Nations unies au Kosovo (MINUK) pour empêcher l'escalade des tensions ethniques et gérer la situation sécuritaire dans la région ont été salués.
La résolution, initiée par la Russie, a condamné la violence extrémiste et les activités terroristes en Macédoine et dans le sud de la Serbie et a noté qu'elles bénéficiaient du soutien d'extrémistes d'origine albanaise en dehors de ces zones. Elle a exigé que tous les individus engagés dans des actions armées contre les autorités de ces États soient désarmés immédiatement et que tous les différends soient résolus par le dialogue. Toutes les parties ont été sommées d'agir avec retenue dans le respect des droits de l'homme et conformément au droit international humanitaire.
Le Conseil a apprécié les efforts déployés par l'Albanie pour promouvoir la paix dans la région et isoler les extrémistes. Les dirigeants politiques albanais du Kosovo et les dirigeants albanais ont été invités à condamner publiquement la violence et la haine ethnique. Les efforts déployés par la KFOR pour mettre en œuvre son mandat ont été salués et la communauté internationale a été invitée à réfléchir aux moyens par lesquels elle pourrait contribuer aux efforts déployés dans la région. Enfin, il a été demandé à tous les États de respecter la souveraineté et l'intégrité territoriale des autres États de la région.

## Voir également
- Guerre du Kosovo
- FORDEPRENU
- Armée de libération nationale